# Lvíček zlatohlavý
Lvíček zlatohlavý (Leontopithecus chrysomelas) je endemický druh vyskytující se ostrůvkovitě v tropických pralesích brazilských států Bahia a Minas Gerais.

## Popis
Délka těla je 24–29 cm, délka ocasu přibližně 35 cm. Váží přibližně 500–550 g.

## Potrava
Má velmi širokou stravu. Konzumuje rostliny, ovoce, květiny, nektar a malé živočichy, například larvy hmyzu, pavouky, slimáky, žáby, ještěrky, ptáky a malé hady.

## Rozmnožování
Samice pohlavně dospívají v 2 letech, samci v 18 měsících. Březost trvá asi 130 dní, mláďata se rodí od září do března. Samice přivede na svět 1-2 mláďata, odstavena jsou v 3-5 měsících. 

## Způsob života
Mladí jedinci zůstávají s rodiči do odstavu a pomáhají s péčí o nejmladší. Ve volné přírodě se dožívají asi 15 let, v lidské péči až 28 let.

## Ohrožení, ochrana
Lvíček zlatohlavý je zařazen do CITES I. V důsledku kácení lesů je jeho areál nesouvislý a izolované populace natolik malé, že jim hrozí vyhubení. Ve volné přírodě žije asi 6000 až 15 000 jedinců (údaj z roku 2008).

## Chov v zoo
V roce 2018 chovalo v Evropě tento druh přibližně 30 evropských zoo. V únoru 2022 to bylo asi 90 zoo.
V Česku lvíčka zlatohlavého chová v rámci Unie českých a slovenských zoologických zahrad Zoo Na Hrádečku, Zoo Brno, Zoo Děčín a Zoo Plzeň. Z dalších licencovaných zoo se jedná o Zoopark Zájezd, kde je vystaven v expozici Latinské Ameriky.
V letech 1995–2012 byl chován taktéž v Zoo Praha, kde se v roce 2005 podařil prvoodchov mezi českými zoo.